# Svjetski padobranski kup u Hrvatskoj
World Parachute Cup Series

## Skokovi na cilj
Organizira Padobranski klub „Krila Kvarnera“.
Lokacija
2009.-... Aerodrom Grobnik, Rijeka
2008. Mali Lošinj
1998. – 2007. Aerodrom Grobnik, Rijeka
| Broj natjecatelja | Broj natjecatelja | Broj ekipa | Broj ekipa | Broj ekipa | Izdanje | Broj rundi | Pojedinačno                                                 | Pojedinačno | Pojedinačno                                 | Pojedinačno          | Pojedinačno | Pojedinačno                 | Pojedinačno | Pojedinačno          | Pojedinačno          | Ekipno               | Ekipno     | Ekipno               | Ekipno               | Ekipno               | Ekipno     | Ekipno               | Ekipno               | Ref |
| ----------------- | ----------------- | ---------- | ---------- | ---------- | ------- | ---------- | ----------------------------------------------------------- | ----------- | ------------------------------------------- | -------------------- | ----------- | --------------------------- | ----------- | -------------------- | -------------------- | -------------------- | ---------- | -------------------- | -------------------- | -------------------- | ---------- | -------------------- | -------------------- | --- |
| Broj natjecatelja | Broj natjecatelja | Broj ekipa | Broj ekipa | Broj ekipa | Izdanje | Broj rundi | M                                                           | M           | M                                           | M                    | UP          | Ž                           | Ž           | Ž                    | Ž                    | M                    | M          | M                    | M                    | Ž                    | Ž          | Ž                    | Ž                    | Ref |
| M+Ž               | Ž                 | M          | Ž          | Mix        | Izdanje | Broj rundi | Pobjednik                                                   | Pobjednik   | # 2                                         | # 3                  | UP          | Pobjednica                  | Pobjednica  | # 2                  | # 3                  | Pobjednici           | Pobjednici | # 2                  | # 3                  | Pobjednice           | Pobjednice | # 2                  | # 3                  | Ref |
| M+Ž               | Ž                 | M          | Ž          | Mix        | Izdanje | Broj rundi | Padobranac                                                  | Rez. (MP)   | # 2                                         | # 3                  | UP          | Padobranka                  | Rez. (MP)   | # 2                  | # 3                  | Padobranci           | Rez. (MP)  | # 2                  | # 3                  | Padobranke           | Rez. (MP)  | # 2                  | # 3                  | Ref |
|                   |                   |            |            |            | 2020.   | /8         | Nepoznata kratica »«                                        | (+)         | Nepoznata kratica »«                        | Nepoznata kratica »« |             | Nepoznata kratica »«        | (+)         | Nepoznata kratica »« | Nepoznata kratica »« | Nepoznata kratica »« | (+)        | Nepoznata kratica »« | Nepoznata kratica »« | Nepoznata kratica »« | (+)        | Nepoznata kratica »« | Nepoznata kratica »« |     |
|                   |                   |            |            |            | 2019.   | 8/8        | Oleg Fomin                                                  | 3 (+2)      | Vittorio Guarinelli Stefan Wiesner          | —                    | 5.          | Aksana Famina               | 7 (+6)      | Maja Sajović         | Tatjana Gustke       | -                    | (+)        | Nepoznata kratica »« | Nepoznata kratica »« | Bjelorusija          | (+19)      | Češka                | Austrija             |     |
|                   |                   |            |            |            | 2018.   | /8         | Nepoznata kratica »«                                        | (+)         | Nepoznata kratica »«                        | Nepoznata kratica »« |             | Nepoznata kratica »«        | (+)         | Nepoznata kratica »« | Nepoznata kratica »« | Nepoznata kratica »« | (+)        | Nepoznata kratica »« | Nepoznata kratica »« | Nepoznata kratica »« | (+)        | Nepoznata kratica »« | Nepoznata kratica »« |     |
|                   |                   |            |            |            | 2017.   | /8         | Nepoznata kratica »«                                        | (+)         | Nepoznata kratica »«                        | Nepoznata kratica »« |             | Nepoznata kratica »«        | (+)         | Nepoznata kratica »« | Nepoznata kratica »« | Nepoznata kratica »« | +          | Nepoznata kratica »« | Nepoznata kratica »« | Nepoznata kratica »« | +          | Nepoznata kratica »« | Nepoznata kratica »« |     |
|                   |                   |            |            |            | 2016.   | 5/8        | Tamas Banszki                                               | 2 (+1)      | Bonifac Hajek Senad Salkic Stefan Wiesner   | —                    | 8.          | Maja Sajović                | 5 (+1)      | Zuza Ina             | Steliana Popa        | Nepoznata kratica »« | +          | Nepoznata kratica »« | Nepoznata kratica »« | Nepoznata kratica »« | +          | Nepoznata kratica »« | Nepoznata kratica »« |     |
|                   |                   |            |            |            | 2015.   | 8/8        | Gorazd Vindis                                               | 5 (+2)      | Senad Salkic Oldrich Sorf Giuseppe Tresoldi | —                    | 27.         | Milena Zanotti              | 19 (+4)     | Daniela D'Angelo     | Zuza Ina             | Nepoznata kratica »« | +          | Nepoznata kratica »« | Nepoznata kratica »« | Nepoznata kratica »« | +          | Nepoznata kratica »« | Nepoznata kratica »« |     |
|                   |                   |            |            |            | 2014.   | 3/8        | Francesco Gullotti Roman Karun Domen Vodisek Daniel Zanetti | 1 (+1)      | —                                           | —                    | 1.          | Maja Sajović                | 1 (+1)      | Monika Sadowy        | Steliana Popa        | Nepoznata kratica »« | +          | Nepoznata kratica »« | Nepoznata kratica »« | Nepoznata kratica »« | +          | Nepoznata kratica »« | Nepoznata kratica »« |     |
|                   |                   |            |            |            | 2013.   | 8/8        | Cestmir Zitka                                               | 4 (+4)      | Gorazd Lah Senad Salkic Jindrich Vedmoch    | —                    | 5.          | Deborah Plat                | 9 (+8)      | Evgenia Furman       | Irina Turavina       | Nepoznata kratica »« | +          | Nepoznata kratica »« | Nepoznata kratica »« | Nepoznata kratica »« | +          | Nepoznata kratica »« | Nepoznata kratica »« |     |
|                   |                   |            |            |            | 2012.   | /8         | Nepoznata kratica »«                                        | (+)         | Nepoznata kratica »«                        | Nepoznata kratica »« | .           | Nepoznata kratica »«        | (+)         | Nepoznata kratica »« | Nepoznata kratica »« | Nepoznata kratica »« | +          | Nepoznata kratica »« | Nepoznata kratica »« | Nepoznata kratica »« | +          | Nepoznata kratica »« | Nepoznata kratica »« |     |
|                   |                   |            |            |            | 2011.   | 8/8        | Stefan Wiesner                                              | 4 (+1)      | Uroš Ban Sebastian Lutz Senad Salkic        | —                    | 7.          | Maja Sajović                | 8 (+8)      | Ina Muharemović      | Claudia Lutz         | Nepoznata kratica »« | +          | Nepoznata kratica »« | Nepoznata kratica »« | Nepoznata kratica »« | +          | Nepoznata kratica »« | Nepoznata kratica »« |     |
|                   |                   |            |            |            | 2010.   | 8/8        | Tamas Banszki                                               | 3 (+2)      | Istvan Asztalos Attila Reczi                | —                    | 21.         | Irena Avbelj Annett Lückler | 11 (+6)     | —                    | Helena Janson        | Nepoznata kratica »« | +          | Nepoznata kratica »« | Nepoznata kratica »« | Nepoznata kratica »« | +          | Nepoznata kratica »« | Nepoznata kratica »« |     |
|                   |                   |            |            |            | 2009.   | /8         | Nepoznata kratica »«                                        | (+)         | Nepoznata kratica »«                        | Nepoznata kratica »« |             | Nepoznata kratica »«        | (+)         | Nepoznata kratica »« | Nepoznata kratica »« | Nepoznata kratica »« | +          | Nepoznata kratica »« | Nepoznata kratica »« | Nepoznata kratica »« | +          | Nepoznata kratica »« | Nepoznata kratica »« |     |
|                   |                   |            |            |            | 2008.   | /8         | Nepoznata kratica »«                                        | (+)         | Nepoznata kratica »«                        | Nepoznata kratica »« |             | Nepoznata kratica »«        | (+)         | Nepoznata kratica »« | Nepoznata kratica »« | Nepoznata kratica »« | +          | Nepoznata kratica »« | Nepoznata kratica »« | Nepoznata kratica »« | +          | Nepoznata kratica »« | Nepoznata kratica »« |     |
|                   |                   |            |            |            | 2007.   | /8         | Nepoznata kratica »«                                        | (+)         | Nepoznata kratica »«                        | Nepoznata kratica »« |             | Nepoznata kratica »«        | (+)         | Nepoznata kratica »« | Nepoznata kratica »« | Nepoznata kratica »« | +          | Nepoznata kratica »« | Nepoznata kratica »« | Nepoznata kratica »« | +          | Nepoznata kratica »« | Nepoznata kratica »« |     |
|                   |                   |            |            |            | 2006.   | /8         | Nepoznata kratica »«                                        | (+)         | Nepoznata kratica »«                        | Nepoznata kratica »« |             | Nepoznata kratica »«        | (+)         | Nepoznata kratica »« | Nepoznata kratica »« | Nepoznata kratica »« | +          | Nepoznata kratica »« | Nepoznata kratica »« | Nepoznata kratica »« | +          | Nepoznata kratica »« | Nepoznata kratica »« |     |
|                   |                   |            |            |            | 2005.   | /8         | Nepoznata kratica »«                                        | (+)         | Nepoznata kratica »«                        | Nepoznata kratica »« |             | Nepoznata kratica »«        | (+)         | Nepoznata kratica »« | Nepoznata kratica »« | Nepoznata kratica »« | +          | Nepoznata kratica »« | Nepoznata kratica »« | Nepoznata kratica »« | +          | Nepoznata kratica »« | Nepoznata kratica »« |     |
|                   |                   |            |            |            | 2004.   | /8         | Nepoznata kratica »«                                        | (+)         | Nepoznata kratica »«                        | Nepoznata kratica »« |             | Nepoznata kratica »«        | (+)         | Nepoznata kratica »« | Nepoznata kratica »« | Nepoznata kratica »« | +          | Nepoznata kratica »« | Nepoznata kratica »« | Nepoznata kratica »« | +          | Nepoznata kratica »« | Nepoznata kratica »« |     |
|                   |                   |            |            |            | 2003.   | /8         | Nepoznata kratica »«                                        | (+)         | Nepoznata kratica »«                        | Nepoznata kratica »« |             | Nepoznata kratica »«        | (+)         | Nepoznata kratica »« | Nepoznata kratica »« | Nepoznata kratica »« | +          | Nepoznata kratica »« | Nepoznata kratica »« | Nepoznata kratica »« | +          | Nepoznata kratica »« | Nepoznata kratica »« |     |
|                   |                   |            |            |            | 2002.   | /8         | Nepoznata kratica »«                                        | (+)         | Nepoznata kratica »«                        | Nepoznata kratica »« |             | Nepoznata kratica »«        | (+)         | Nepoznata kratica »« | Nepoznata kratica »« | Nepoznata kratica »« | +          | Nepoznata kratica »« | Nepoznata kratica »« | Nepoznata kratica »« | +          | Nepoznata kratica »« | Nepoznata kratica »« |     |
|                   |                   |            |            |            | 2001.   | /8         | Nepoznata kratica »«                                        | (+)         | Nepoznata kratica »«                        | Nepoznata kratica »« |             | Nepoznata kratica »«        | (+)         | Nepoznata kratica »« | Nepoznata kratica »« | Nepoznata kratica »« | +          | Nepoznata kratica »« | Nepoznata kratica »« | Nepoznata kratica »« | +          | Nepoznata kratica »« | Nepoznata kratica »« |     |
|                   |                   |            |            |            | 2000.   | /8         | Nepoznata kratica »«                                        | (+)         | Nepoznata kratica »«                        | Nepoznata kratica »« |             | Nepoznata kratica »«        | (+)         | Nepoznata kratica »« | Nepoznata kratica »« | Nepoznata kratica »« | +          | Nepoznata kratica »« | Nepoznata kratica »« | Nepoznata kratica »« | +          | Nepoznata kratica »« | Nepoznata kratica »« |     |
|                   |                   |            |            |            | 1999.   | /8         | Nepoznata kratica »«                                        | (+)         | Nepoznata kratica »«                        | Nepoznata kratica »« |             | Nepoznata kratica »«        | (+)         | Nepoznata kratica »« | Nepoznata kratica »« | Nepoznata kratica »« | +          | Nepoznata kratica »« | Nepoznata kratica »« | Nepoznata kratica »« | +          | Nepoznata kratica »« | Nepoznata kratica »« |     |
|                   |                   |            |            |            | 1998.   | /8         | Nepoznata kratica »«                                        | (+)         | Nepoznata kratica »«                        | Nepoznata kratica »« |             | Nepoznata kratica »«        | (+)         | Nepoznata kratica »« | Nepoznata kratica »« | Nepoznata kratica »« | +          | Nepoznata kratica »« | Nepoznata kratica »« | Nepoznata kratica »« | +          | Nepoznata kratica »« | Nepoznata kratica »« |     |

Statistika (2019.)
|                              | Padobran-ac/ka | Pobjede (2+) | Top 3 |
| ---------------------------- | -------------- | ------------ | ----- |
| M                            | Tamas Banszki  |              |       |
| Ž                            | Maja Sajović   |              |       |
| najviše postolja bez pobjede |                |              |       |
| M                            | [[]]           | 0            |       |
| Ž                            | [[]]           | 0            |       |

## Figurativni skokovi (Canopy formation)
Lokacija
2007. Osijek
Legenda:
WR - svjetski rekord u datom trenutku
| Broj ekipa | Broj ekipa | Broj ekipa | Izdanje | Broj rundi | rotation             | rotation   | rotation             | rotation             | sequential           | sequential | sequential           | sequential           | 2-way sequential | 2-way sequential | 2-way sequential     | 2-way sequential     | Ref |
| Broj ekipa | Broj ekipa | Broj ekipa | Izdanje | Broj rundi | Pobjednici           | Pobjednici | # 2                  | # 3                  | Pobjednice           | Pobjednice | # 2                  | # 3                  | Pobjednice       | Pobjednice       | # 2                  | # 3                  | Ref |
| ---------- | ---------- | ---------- | ------- | ---------- | -------------------- | ---------- | -------------------- | -------------------- | -------------------- | ---------- | -------------------- | -------------------- | ---------------- | ---------------- | -------------------- | -------------------- | --- |
| Rot.       | Seq.       | 2-Seq.     | Izdanje | Broj rundi | Ekipa                | Rez. (MP)  | # 2                  | # 3                  | Ekipa                | Rez. (MP)  | # 2                  | # 3                  | Ekipa            | Rez. (MP)        | # 2                  | # 3                  | Ref |
| 3          | 2          | 2          | 2007.   | 1/?        | Nepoznata kratica »« | (+)        | Nepoznata kratica »« | Nepoznata kratica »« | Nepoznata kratica »« | (+)        | Nepoznata kratica »« | Nepoznata kratica »« | Rusija 1         | 15 WR (+)        | Nepoznata kratica »« | Nepoznata kratica »« |     |

## Vanjske poveznice
- Parachute World Cup Series  Arhivirana inačica izvorne stranice od 3. prosinca 2019. (Wayback Machine)